# Семюел Аптон
Семюел Аптон (англ. Samuel Upton; рос. Самуил Иванович Уптон; 1812, Девентрі — 1879, Владикавказ) — британський і російський архітектор. Академік архітектури Імператорської Академії мистецтв.

## Біографія
Семюел Аптон народився 1812 року в місті Девентрі, графство Нотгемптоншир, Англія.
Підданий Сполученого Королівства. Навчався у батька, інженера Джона Аптона, що переїхав у Російську імперію для роботи архітектором. З 1826 року жив у Севастополі, а з 1864 — П'ятигорську й Владикавказі.

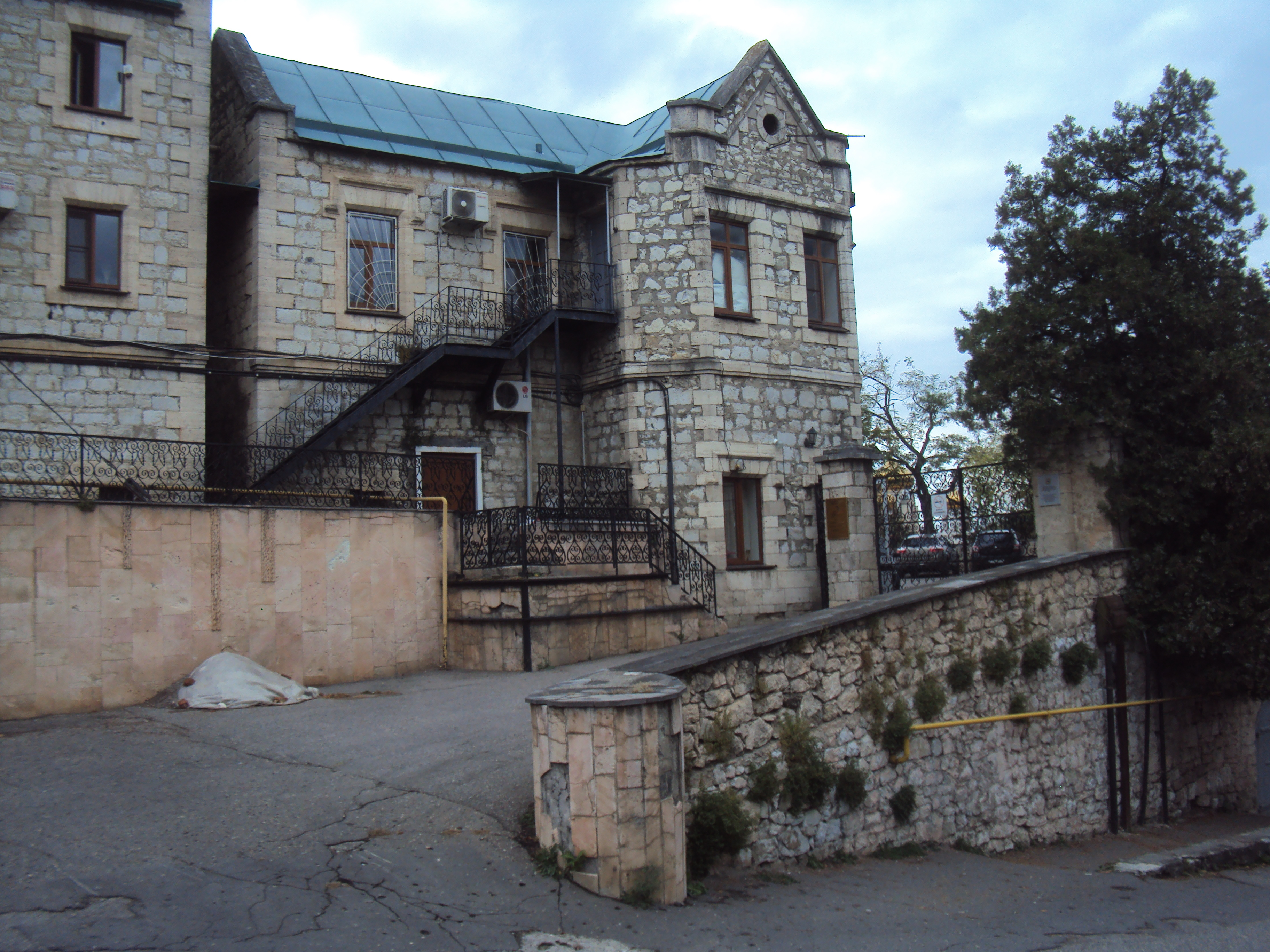
Будинок, у якому жив Семюел Аптон у місті П'ятигорськ.

4 квітня 1851 року за Високим наказом був зведений у звання академіка Імператорської Академії мистецтв за «вироблені ним будівлі в південному краї Росії».
Міський архітектор Севастополя (1838—1840), цивільний архітектор Нового Адміралтейства в Севастополі (1842—1845), архітектор Кавказьких Мінеральних Вод (з 12 листопада по 1845 по 29 червня 1864 року, восьмий архітектор Терської області (1871—1874). У 1871 році дістав чин статського радника, у відставку вийшов у 1874 році в чині колезького радника.
Брав участь у зведенні Воронцовського палацу в Алупці, де був помічений Михайлом Воронцовим і запрошений до роботи в Одесі та на Кавказі.
Точна дата смерті Семюела Аптона невідома. Називаються 1864, 1870, 1874, 1879 роки.

## Проєкти
Нижче перелічені основні проєкти й споруди, в реалізації яких брав участь митець.

### Севастополь
- Разом із батьком (Джоном Аптоном) брав участь у будівництві доків на Корабельній стороні — зруйнованій під час Кримської війни[7].
- Разом із батьком брав участь у будівництві першої будівлі Морської бібліотеки (1839—1844) — згоріла через десять місяців після завершення (збереглася Башта вітрів, яка використовувалася для вентиляції книгосховищ Морської бібліотеки)[7].

### П'ятигорськ
- Академічна галерея (Єлизаветинська) (1848—1851);
- Михайлівська галерея (1846—1848);
- Миколаївська галерея (1847—1849);
- Власний будинок (1850);
- Миколаївський вокзал;
- Театр;
- Будинок Теплосірних ванн (1861);
- Будинок «Приюту святої Ольги» (1872).

### Кисловодськ
- Кисловодська нарзанна галерея (1848—1858);
- Перебудова Кисловодської фортеці (1850—1856);
- Дім офіцерів (1850—1856);
- Західна та південна казарми (1850—1856).

### Єсентуки
- Будівлі Питної галереї джерела №17 та Сірчано-лужних ванн.